# Gustave Aucouturier
Pour les articles homonymes, voir Aucouturier.
Gustave Aucouturier, né le 29 mars 1902 à Brie, en Charente, et mort le 7 janvier 1985 à Ris-Orangis dans l'Essonne, est un journaliste français qui fut rédacteur en chef de l'Agence France-Presse et traducteur de grands écrivains russes.

## Biographie
En 1923, il entre à l'École normale supérieure et assiste, à l'École des langues orientales vivantes, aux cours de russe de Paul Boyer, et de tchèque de Fuscien Dominois.
Il devient en 1931 correspondant de l'Agence Havas à Moscou pendant quatre ans, puis à Belgrade et Tirana de 1935 à 1941. Pendant la Seconde Guerre mondiale, il est rédacteur en chef du bulletin quotidien de l'agence de presse clandestine AID (1943-1944).
Auteur de nombreuses traductions, au lendemain de la guerre, il donne le texte français de l'essai Où vont les Slaves ? (1947) du président de la République tchécoslovaque Edvard Beneš, et aussi du Journal d'exil de Léon Trotski (1959).
À l'Agence France-Presse, il est successivement rédacteur en chef (1951-1954) et chef du service diplomatique, nomination qui lui vaut d'être au centre de l'« affaire Aucouturier ».

### L'affaire
L'affaire Aucouturier cristallise les critiques portées à l'endroit de l’AFP, alors une agence gouvernementale, accusée de s'en tenir au discours officiel du gouvernement français sur la guerre d'Indochine. Des liens amicaux, des allers-retours de personnalités entre le gouvernement et l'Agence et des idées politiques communes favorisent les passerelles entre journalistes, politiciens et administrateurs de l'État[réf. nécessaire].
Le 27 mai 1954, l’AFP diffuse l’extrait d’un article de L’Express consacré au rapport pessimiste de généraux français sur l’avenir des positions françaises en Indochine. Sermonné par Joseph Laniel, alors président du Conseil, Maurice Nègre, le directeur général de l’AFP, invoque une réorganisation générale de ses services pour relever de ses fonctions de rédacteur en chef Gustave Aucouturier, nommant alors André Barthes à ce poste.
Maurice Nègre assure que le licenciement s'opère car Gustave Aucouturier s'est vu offrir un poste "très important" au service diplomatique, mais cette version est remise en question par Le Monde qui rapporte qu'il aurait été fait grief à Gustave Aucouturier et à son adjoint Georges Bitar d'avoir transmis ou laissé transmettre l'article en question.
Selon cette version, c'est à la demande du ministère de l'Information que ce licenciement a eu lieu, sans qu'ils n'aient pu être entendus au préalable.
L'AFP se trouve alors plongé en pleine polémique et les critiques à l'endroit de Maurice Nègre fusent de toutes parts. Le Monde du 8 juin 1954 s'émeut dans un article de cette atteinte à l'indépendance éditoriale, constatant combien il paraît difficile de respecter la liberté d’expression des journalistes dans une agence qui dépend des deniers gouvernementaux. Président de la Fédération nationale de la presse française (FNPF), Albert Bayet multiplie les attaques contre ce qu'il surnomme méchamment « l’agence d'État ».
La guerre d’Algérie complique encore le travail de l’AFP. Si elle doit respecter les interdits qui s’imposent à la presse nationale, notamment le silence sur la torture, les exécutions sommaires, les conditions de détention dans les camps de regroupement dont sont responsables l'armée française, tout comme la publication de manifestes indépendantistes et les interviews de rebelles, de leaders activistes ou d'objecteurs de conscience, l'Agence est soumise à un contrôle beaucoup plus rigoureux que la presse écrite. Dès 1955, une ligne téléphonique permanente est même mise en place entre le secrétariat d’État à l’Information et l’AFP, laquelle ne transmet plus aucune information d’ordre opérationnel et d'importance sans en avoir référé aux responsables nommés par le gouvernement français. Dans ces circonstances, André Barthes est considéré par une partie du milieu journalistique comme un homme de paille, cautionnant cette pratique.
Les liens entre AFP et gouvernement seront profondément réorganisés par la loi donnant un statut nouveau à l'entreprise, en 1957. L'Agence acquiert alors une totale indépendance de sa rédaction.

### Carrière de traducteur
À partir de l'année de sa retraite en 1967, et jusqu'à sa mort, Gustave Aucouturier se consacre à la traduction, en collaborant à la Bibliothèque de la Pléiade. Parmi ses auteurs traduits, Léon Tolstoï (Polikouchka, Carnets en trois volumes (1979, 1980, 1985), les Œuvres complètes de Nicolas Gogol (1966) et le volume réunissant des Œuvres de Griboïedov, Pouchkine et Lermontov (1974). Il a aussi traduit nombre d'œuvres de Fiodor Dostoïevski, notamment Le Joueur, Récits, chroniques et polémiques (1969) et Journal d'un écrivain (1972).

## Famille
Gustave Aucouturier est le père de Michel Aucouturier (1933-2017), normalien et traducteur du russe, et de Marguerite Derrida (1932-2020), traductrice, psychanalyste et épouse de Jacques Derrida.

## Ouvrages
- Album de la Pléiade : Dostoïevski, éditions Gallimard, Bibliothèque de la Pléiade, 1975